# C17orf64
C17orf64 (англ. Chromosome 17 open reading frame 64) – білок, який кодується однойменним геном, розташованим у людей на 17-й хромосомі. Довжина поліпептидного ланцюга білка становить 236 амінокислот, а молекулярна маса — 27 182.
| 10         |  | 20         |  | 30         |  | 40         |  | 50         |
| ---------- |  | ---------- |  | ---------- |  | ---------- |  | ---------- |
| MEASDGQGGE |  | GDKPLEQVTN |  | VSCLETSSSA |  | SPARDSLMRH |  | AKGLDQDTFK |
| TCKEYLRPLK |  | KFLRKLHLPR |  | DLPQKKKLKY |  | MKQSLVVLGD |  | HINTFLQHYC |
| QAWEIKHWRK |  | MLWRFISLFS |  | ELEAKQLRRL |  | YKYTKSSQPA |  | KFLVTFCASD |
| APERSLLADR |  | EDSLPKLCHA |  | WGLHSNISGM |  | KERLSNMQTP |  | GQGSPLPGQP |
| RSQDHVKKDS |  | LRELSQKPKL |  | KRKRIKEAPE |  | TPETEP     |  |            |

A: Аланін

C: Цистеїн

D: Аспарагінова кислота

E: Глутамінова кислота

F: Фенілаланін

G: Гліцин

H: Гістидин

I: Ізолейцин

K: Лізин

L: Лейцин

M: Метіонін

N: Аспарагін

P: Пролін

Q: Глутамін

R: Аргінін

S: Серин

T: Треонін

V: Валін

W: Триптофан